# Theodore Sedgwick

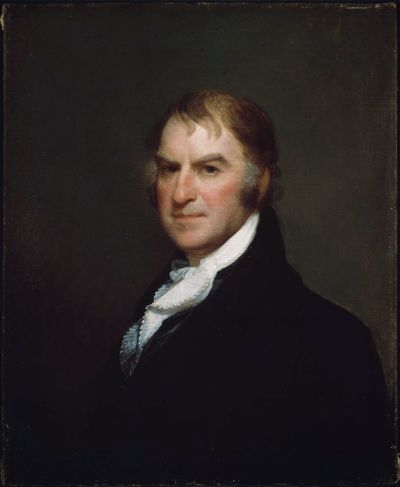
Theodore Sedgwick

Theodore Sedgwick (* 9. Mai 1746 in West Hartford, Colony of Connecticut; † 24. Januar 1813 in Boston, Massachusetts) war ein US-amerikanischer Jurist und Politiker (Föderalistische Partei). Er vertrat seinen Bundesstaat im US-Senat und war der fünfte Sprecher des Repräsentantenhauses der Vereinigten Staaten.

## Frühes Leben
Theodore Sedgwick besuchte die Yale University in New Haven, Connecticut, wo er Theologie und Jura studierte. Er brach sein Studium ab, setzte aber sein Jurastudium unter Mark Hopkins, dem Großvater des gleichnamigen späteren Präsidenten des Williams College, fort. Nach seiner Zulassung als Anwalt betätigte er sich ab 1766 in Great Barrington. Später zog er nach Sheffield, und während des Unabhängigkeitskrieges war er an der Invasion von Kanada beteiligt.

## Familie
Am 17. April 1774 heiratete Sedgwick seine zweite Frau, Pamela Dwight (* 26. Juni 1753; † 20. September 1807), die Tochter von Brigadegeneral Joseph Dwight of Great Barrington und Abigail Williams Dwight. Pamela war die Enkelin von Colonel Ephraim Williams, dem Gründer des Williams College. Sedgwick und sie hatten zusammen zehn Kinder, von denen drei allerdings im ersten Jahr nach der Geburt starben.
Sie hatten nachstehende Söhne:
- Theodore Sedgwick II (* 9. Dezember 1780 in Sheffield, Berkshire, Massachusetts; † 7. November 1839 ebenda), heiratete am 28. November 1808 Susan Anne Livingston Ridley

- Henry Dwight Sedgwick (* 22. September 1785 in Stockbridge, Berkshire, Massachusetts; † 23. Dezember 1831 ebenda), heiratete am 2. Juni 1817 Jane Minot

- Robert Sedgwick (* 6. Juni 1787 in  Stockbridge, Berkshire, Massachusetts; † 2. September 1841 in Sachem Head, New Haven, Connecticut), heiratete am 21. August 1822 Elizabeth Dana Ellery

- Charles Sedgwick (* 15. Dezember 1791 in Stockbridge, Berkshire, Massachusetts; † 3. August 1856 in Lenox, Berkshire, Massachusetts), heiratete am 30. September 1819 Elizabeth Buckminster Dwight

## Politik
1780 gehörte Sedgwick zu den ersten Mitgliedern der American Academy of Arts and Sciences.
Die politische Karriere des Föderalisten Sedgwick begann bereits 1780 als Abgeordneter im Repräsentantenhaus von Massachusetts, dem er von 1782 bis 1783 sowie von 1787 bis 1788 erneut angehörte, wobei er zeitweise Speaker dieser Parlamentskammer war. Zwischen 1784 und 1785 gehörte er dem Senat von Massachusetts an; außerdem nahm er in den Jahren 1785, 1786 und 1788 an den Sitzungen des Kontinentalkongresses teil. Im März 1789 zog er in den US-Kongress ein. 1796 wurde er Nachfolger von Caleb Strong als US-Senator, was er bis 1799 blieb. Während dieser Zeit war er 1798 für ein halbes Jahr Senatspräsident pro tempore. Anschließend wurde er für eine Amtszeit bis 1801 Sprecher des Repräsentantenhauses. Nachdem er 1802 Richter am Supreme Court of Massachusetts geworden war, folgte ihm Nathaniel Macon auf der Position des Sprechers des Repräsentantenhauses. Er selbst blieb Richter am Supreme Court, bis er am 24. Januar 1813 in Boston starb. Er wurde in Stockbridge begraben.

### Mum Bett
Als Rechtsanwalt vertrat er Elizabeth Freeman (genannt Mum Bett) vor Gericht, eine schwarze Sklavin, welche vor ihrem Besitzer geflohen war, da er sie grausam behandelt hatte. Das Gericht entschied, dass sie frei war, und machte sie zum ersten Fall der Massachusetts Bill of Rights, welche allen Menschen Freiheit und Gleichheit garantierte. Diese Entscheidung wurde später bestätigt, nachdem Sedgwick selber Richter am Obersten Gerichtshof (Supreme Judicial Court) von Massachusetts wurde. Aus Dankbarkeit schloss sich Mumbet der Familie Sedgwick an und blieb für den Rest ihres Lebens Haushälterin der Familie. Sie ist auch in der Familiengruft der Sedgwicks begraben, ihr Grab ist mit einer Statue von Theodore Sedgwicks Tochter Catharine Maria (1789–1867) markiert, der ersten weiblichen Autorin der Vereinigten Staaten. Ein ähnlicher Fall war der von Quock Walker.